# Limburg Shotguns
I Limburg Shotguns sono una squadra di football americano di Beringen, in Belgio, fondata nel 2008.

## Dettaglio stagioni

### Campionato

#### BFL/BAFL/BAFL Elite
| Stagione | regular season | regular season | regular season | regular season | regular season | regular season | playoff | playoff | playoff | playoff | playoff | playoff      | playoff               |
|          | Vin            | Par            | Per            | Tot            | PF             | PS             | Vin     | Per     | Tot     | PF      | PS      | risultato    | avversaria            |
| -------- | -------------- | -------------- | -------------- | -------------- | -------------- | -------------- | ------- | ------- | ------- | ------- | ------- | ------------ | --------------------- |
| 2010     | 1              | 0              | 7              | 8              | 76             | 208            | -       | -       | -       | -       | -       | -            | -                     |
| 2011     | 2              | 0              | 6              | 8              | 90             | 286            | -       | -       | -       | -       | -       | -            | -                     |
| 2012     | -              | -              | -              | -              | -              | -              | -       | -       | -       | -       | -       | -            | -                     |
| 2014     | 2              | 1              | 5              | 8              | 80             | 208            | -       | -       | -       | -       | -       | -            | -                     |
| 2015     | 1              | 0              | 6              | 7              | 85             | 247            | -       | -       | -       | -       | -       | -            | -                     |
| 2018     | 5              | 0              | 2              | 7              | 198            | 134            | 1       | 1       | 2       | 35      | 66      | Belgian Bowl | Brussels Black Angels |
| 2019     | 6              | 0              | 1              | 7              | 199            | 92             | 1       | 1       | 2       | 50      | 43      | Belgian Bowl | Brussels Black Angels |
| 2020     | 1              | 0              | 0              | 1              | 46             | 0              | -       | -       | -       | -       | -       | -            | -                     |
| 2021     | 4              | 0              | 0              | 4              | 147            | 27             | 2       | 0       | 2       | 64      | 0       | Campioni     | Brussels Black Angels |
| Totale   | 22             | 1              | 27             | 50             | 921            | 1202           | 4       | 2       | 6       | 149     | 109     |              |                       |

Fonti: Enciclopedia del Football - A cura di Roberto Mezzetti

#### FAFL DII
| Stagione | regular season | regular season | regular season | regular season | regular season | regular season | playoff | playoff | playoff | playoff | playoff | playoff   | playoff       |
|          | Vin            | Par            | Per            | Tot            | PF             | PS             | Vin     | Per     | Tot     | PF      | PS      | risultato | avversaria    |
| -------- | -------------- | -------------- | -------------- | -------------- | -------------- | -------------- | ------- | ------- | ------- | ------- | ------- | --------- | ------------- |
| 2016     | 1              | 0              | 5              | 6              | 91             | 215            | -       | -       | -       | -       | -       | -         | -             |
| 2017     | 5              | 0              | 1              | 6              | 203            | 49             | 2       | 0       | 2       | 72      | 0       | Campioni  | Izegem Tribes |
| Totale   | 6              | 0              | 6              | 12             | 294            | 264            | 2       | 0       | 2       | 72      | 0       |           |               |

Fonti: Enciclopedia del Football - A cura di Roberto Mezzetti

## Riepilogo fasi finali disputate
| Anno             | Luogo      | Evento              | Fase del torneo | Incontro                                 | Risultato     |
| 10 giugno 2017   | Beringen   | FAFL Division II    | FAFL Bowl       | Limburg Shotguns - Izegem Tribes         | 22 - 0        |
| 30 giugno 2018   | Beringen   | BAFL Elite Division | Belgian Bowl    | Brussels Black Angels - Limburg Shotguns | 50 - 0        |
| 30 giugno 2019   | Schaerbeek | BAFL Elite Division | Belgian Bowl    | Brussels Black Angels - Limburg Shotguns | 40 - 20       |
| 27 novembre 2021 | Beringen   | BAFL Elite Division | Belgian Bowl    | Limburg Shotguns - Brussels Black Angels | 50 - 0 d.g.s. |

## Palmarès
- 1 Belgian Bowl (2021)
- 1 FAFL Division II (2017)